# USS John F. Kennedy (CVN-79)
El USS John F. Kennedy (CVN-79)  es un portaaviones de propulsión nuclear de la clase  Gerald R. Ford propiedad de la Armada de los Estados Unidos. El barco fue botado el 29 de octubre de 2019 y bautizado el 7 de diciembre de 2019.

## Nombre

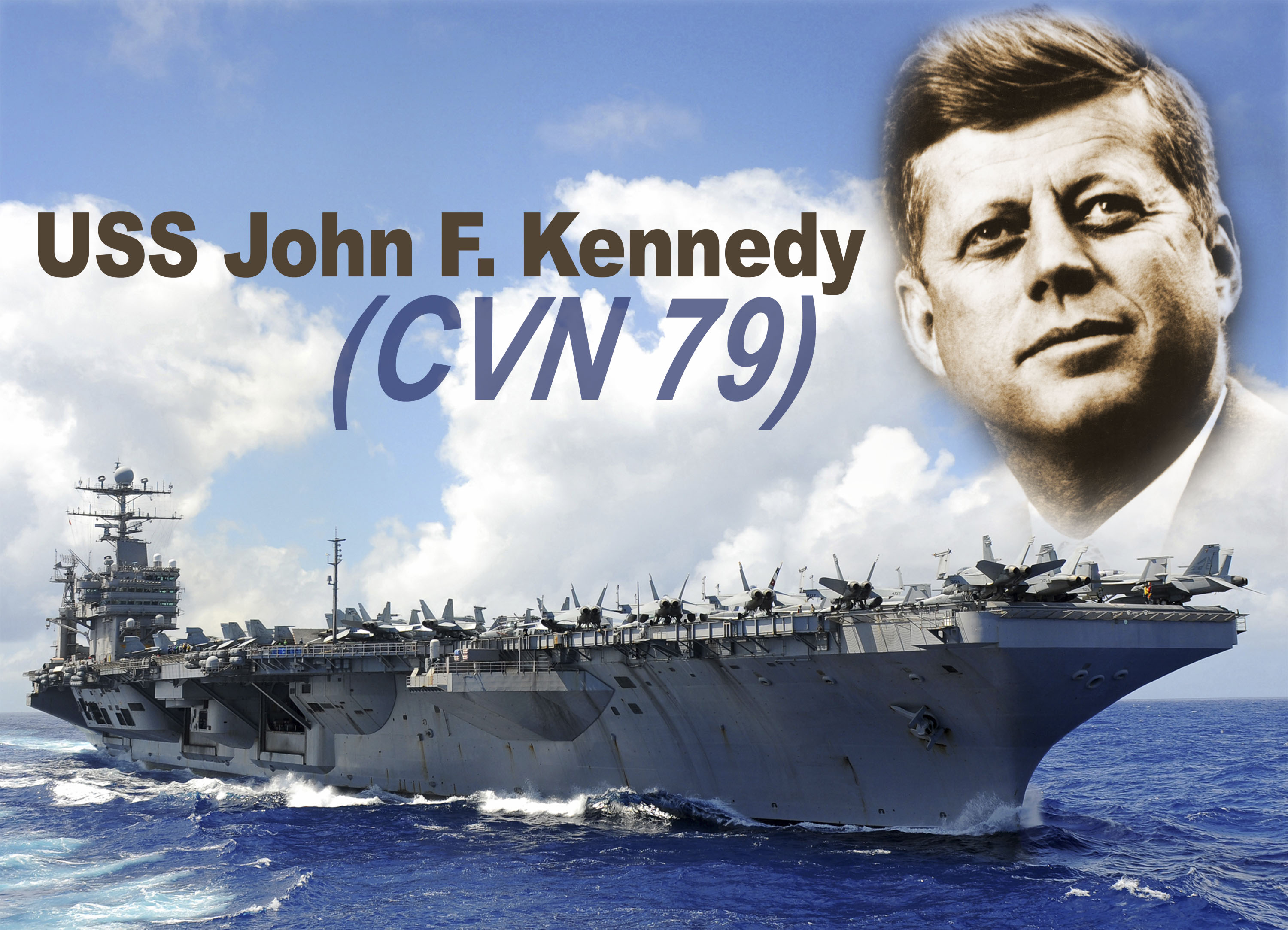
Ilustración que muestra el futuro aspecto del portaaviones USS John F. Kennedy.

El 7 de diciembre de 2007, durante el sexagésimo sexto aniversario del ataque a  Pearl Harbor, El congresista demócrata por Arizona Harry Mitchell propuso que el nuevo buque, tomara el nombre del USS Arizona.
En 2009, el congresista republicano por Arizona John Shadegg propuso que este buque, o el posterior CVN-80, recibiera el nombre Barry M. Goldwater en memoria del senador por Arizona Barry Goldwater.
El 29 de mayo de 2011, el departamento de defensa de los Estados Unidos, anunció que el buque, sería nombrado en memoria de John F. Kennedy (1917–1963), el trigésimo quinto presidente de los Estados Unidos, que sirvió en la Armada durante la Segunda Guerra Mundial.
Se convertirá en el tercer buque  de la Armada de los Estados Unidos en recibir su nombre en memoria de un miembro de la familia Kennedy, y en el segundo portaaviones en recibir el John F. Kennedy, el anterior había sido el USS John F. Kennedy (CV-67), que estuvo activo entre 1967 y 2007.

## Construcción

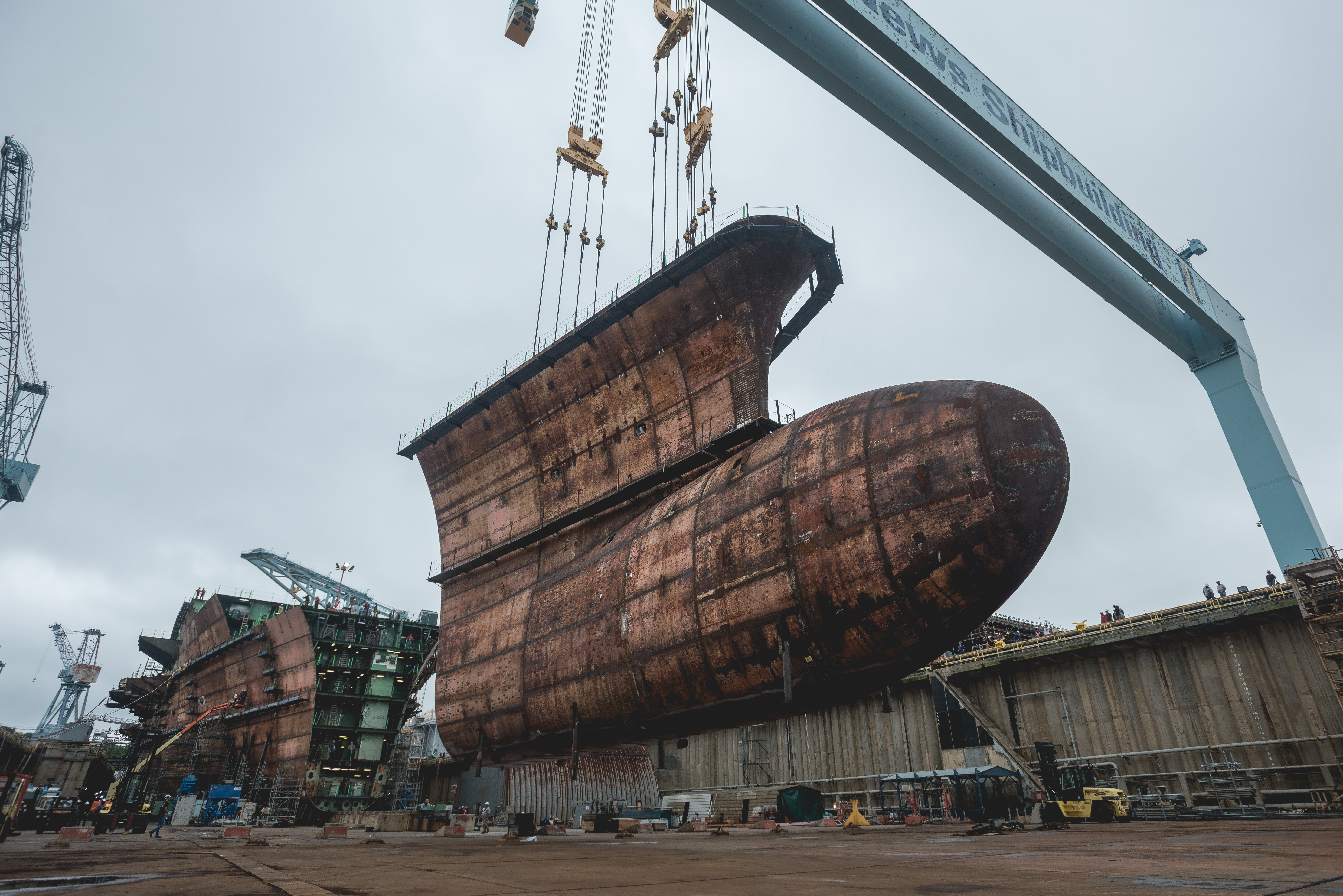
El John F. Kennedy siendo construido en septiembre de 2018

El 15 de enero de 2009, la constructora naval Northrop Grumman de Huntington Ingalls Industries (HII) recibió un contrato de $ 374 millones para trabajos de diseño y preparación de construcción para el portaviones John F. Kennedy. El 30 de septiembre de 2010, Northrop Grumman anunció que se estaban realizando preparativos para comenzar la construcción. El 25 de febrero de 2011, la Armada llevó a cabo la ceremonia del Primer Corte de Acero en Northrop Grumman en Newport News, señalando el inicio formal de la construcción del John F. Kennedy.
Originalmente, el portaaviones John F. Kennedy estaba planeado para completarse en 2018. Esto se extendió hasta 2020 después de que el Secretario de Defensa Robert Gates anunciara en 2009 que el programa cambiaría a un programa de construcción de cinco años para colocarlo en un "camino más sostenible fiscalmente". A fines de 2012, se habían producido retrasos en la construcción, y el Departamento de la Marina estaba investigando la ampliación del tiempo de construcción del Enterprise y el John F. Kennedy en otros dos años, lo que podría retrasar la entrada en servicio del portaaviones hasta 2022. En septiembre de 2013, la Oficina de Responsabilidad del Gobierno recomendó retrasar el diseño detallado y el contrato de construcción para el John F. Kennedy hasta que se resuelvan las deficiencias programáticas. La Marina y el Departamento de Defensa han rechazado la recomendación. La Marina se enfrenta a desafíos técnicos, de diseño y construcción para completar la clase Gerald R. Ford, incluidos los sistemas de producción antes de demostrar su madurez para cumplir con las fechas de instalación requeridas. El Gerald R. Ford hizo que los costes aumentaran en un 22% a $ 12.8 mil millones, y podrían producirse aumentos adicionales debido a las incertidumbres que enfrentan los sistemas de tecnología crítica y el constructor naval bajo rendimiento. El riesgo se introduce en el plan de la Marina para realizar pruebas de integración de sistemas clave al mismo tiempo que la prueba y evaluación operativas iniciales. Una acción que dice la GAO que podría tomarse para garantizar que la construcción de portaaviones de la clase Ford sean compatibles con la realización de un análisis de costo-beneficio de las capacidades requeridas y los costos asociados.
La quilla del barco se colocó en Newport News, Virginia, el 22 de agosto de 2015. Como parte de la ceremonia tradicional de colocación de la quilla, las iniciales de la patrocinadora del barco Caroline Kennedy, hija del presidente Kennedy fueron soldados en el casco del barco. A finales de junio de 2017, el barco tenía un 50% de estructura completa. El 28 de febrero de 2018, Huntington Ingalls Industries anunció que su división de construcción naval de Newport News había construido el 70% de las estructuras necesarias para completar el John F. Kennedy. El 30 de abril de 2018, Huntington Ingalls Industries anunció que estaba "construida en un 75 por ciento estructuralmente y más del 40 por ciento completa". El 3 de mayo de 2018, el presidente y CEO de Huntington Ingalls, Mike Petters, informó que John F. Kennedy debía ser lanzado tres meses antes de lo previsto el 29 de octubre de 2019. El 30 de mayo de 2019 se instaló el puente y la isla de 588 toneladas. A partir del 29 de octubre de 2019 se lanzó el barco. El barco fue bautizado el 7 de diciembre de 2019. Debajo de la isla, el capitán Todd Marzano colocó sus alas y el primer medio dólar de Kennedy que fue donado por Carolina Kennedy se puso en marcha. Al lado de estos, el contralmirante Brian Antonio, el contralmirante Roy Kelly y Jennifer Boykin colocaron monedas en relieve con citas del presidente Kennedy y partes del lema del barco. Caroline no pudo estar presente, por lo que se dio la orden por radio para que el operador de la grúa levantara la isla y la dejara en la cubierta sobre los artículos ceremoniales y los enterrara en la superestructura de la nave.
El 1 de octubre de 2019, la tripulación del barco se activó por primera vez como la Unidad de Precomisionamiento (PCU) del John F. Kennedy en una ceremonia a bordo del buque en Newport News Shipbuilding. El 29 de octubre de 2019, Newport News Shipbuilding comenzó a inundar el dique seco donde John F. Kennedy ha estado en construcción. El proceso de llenar el dique seco con más de 100,000,000 galones estadounidenses (380,000,000 litros; 83,000,000 galones imperiales) de agua tuvo lugar durante varios días, y marcó la primera vez que el barco estuvo en el agua. Una vez que el barco estuvo a flote, fue trasladado al extremo oeste del dique seco. El barco fue bautizado el 7 de diciembre de 2019.
En noviembre de 2020, Huntington Ingalls Industries recibió una modificación de nueve cifras en un contrato anterior para ejecutar que el CVN 79 tenga “capacidades de entrega monofásica y Joint Strike Fighter (F-35C)” en Newport News, Virginia. Según el anuncio del contrato, se adopta el "enfoque de entrega de una sola fase" para cumplir con los requisitos de la flota y el mandato del Congreso de garantizar que el CVN 79 sea capaz de operar y desplegar aviones de combate conjunto de ataque (F-35C) antes completando la disponibilidad posterior al shakedown según lo codificado en la Sección 124 de la Ley de Autorización de Defensa Nacional del año fiscal 2020 (Ley Pública 116-92). Se prevé que el barco comience a probar su sistema de lanzamiento de aeronaves electromagnéticas en 2022. Se espera que la entrega del portaaviones sea en 2025.